# Andrea Savaresi

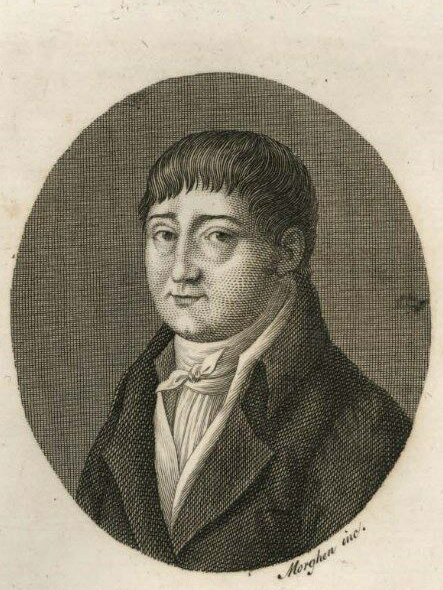
Andrea Savaresi

Andrea Biaggio Pasquale Ignazio Maria Savaresi (* 1. Februar 1762 in Neapel; † 2. März 1810 ebenda) war ein italienischer Arzt, Naturforscher, Metallurg und Mineraloge.
Savaresi interessierte sich früh für die Wissenschaften (auch die Mathematik) und studierte einer Familientradition folgend Medizin an der Universität Neapel und in Privatunterricht bei Ärzten Neapels. Er gab danach Unterricht in Medizin und Chemie in Neapel und arbeitete an einem Chemielexikon mit, einer italienischen Übersetzung des Lexikons von Pierre-Joseph Macquer. 1789 unternahm er mit Kollegen eine Reise nach Deutschland, England, Österreich, Ungarn, Böhmen, Polen und Frankreich, wobei er Mineralogie und Metallurgie studierte. Er wandte sich nun ganz von der Medizin ab und befasste sich mit der Verbesserung von Eisenhütten in Kalabrien (Waffenschmiede in Mongiana, Eisenhütten in Stilo und Ferdinandea). Mit seinem Freund Vincenzo Raimondini (1758–1811) arbeitete er an einer geologischen Karte des Königreichs Neapel und war zuletzt Verwalter des Pulverturms von Torre Annunziata. Die Arbeit daran ruinierte seine Gesundheit und er starb bald darauf.